# FAYvorite
『FAYvorite』（フェイバリット）は、飛蘭の1作目のアコースティック・カバーアルバム。2014年3月26日にランティスから発売された。

## 概要
2009年にCDデビューしてから5周年となる2014年第1弾作品。
尾崎豊の「I LOVE YOU」、サザンオールスターズの「エロティカ・セブン」、スピッツの「楓」、テレビアニメ『北斗の拳』オープニングテーマの「愛をとりもどせ!!」、テレビアニメ『ルパン三世』オープニングテーマの「ルパン三世のテーマ」、賛美歌「Amazing Grace」など全10曲が収録された。

## 収録曲
1. ルパン三世のテーマ（原曲アーティスト：ピートマック・ジュニア）
作詞：千家和也／作曲：大野雄二／編曲：須藤賢一
  - テレビアニメ『ルパン三世』オープニングテーマ
2. DAYS（原曲アーティスト：FLOW）
作詞：林圭吾・浅川甲史／作曲：浅川岳史／編曲：菊谷知樹
  - テレビアニメ『交響詩篇エウレカセブン』オープニングテーマ
3. I LOVE YOU（原曲アーティスト：尾崎豊）
作詞・作曲：尾崎豊／編曲：菊谷知樹
4. FIND THE WAY（原曲アーティスト：中島美嘉）
作詞：中島美嘉／作曲：Lori Fine／編曲：安瀬聖
  - テレビアニメ『機動戦士ガンダムSEED』エンディングテーマ
5. 夏の日の1993（原曲アーティスト：class）
作詞：松本一起／作曲：佐藤健／編曲：菊谷知樹
6. 世界が終るまでは…（原曲アーティスト：WANDS）
作詞：上杉昇／作曲：織田哲郎／編曲：鈴木マサキ
  - テレビアニメ『SLAM DUNK』エンディングテーマ
7. 愛をとりもどせ!!（原曲アーティスト：クリスタルキング）
作詞：中村公晴／作曲：山下三智夫／編曲：黒須克彦
  - テレビアニメ『北斗の拳』オープニングテーマ
8. 楓（原曲アーティスト：スピッツ）
作詞・作曲：草野正宗／編曲：鈴木マサキ
9. Amazing Grace
作詞：John Newton／作曲：Traditional／編曲：須藤賢一
10. エロティカ・セブン（原曲アーティスト：サザンオールスターズ）
作詞・作曲：桑田佳祐／編曲：須藤賢一